# 顏卓之
顏卓之，字鶴臣，贵州大方人，清朝政治人物、進士出身。

## 生平
咸豐六年（1856年）丙辰科進士，二甲三十八名，官四川知縣。